# Timișoara Challenger 2008
Il Timișoara Challenger 2008 è stato un torneo di tennis facente parte della categoria ATP Challenger Series nell'ambito dell'ATP Challenger Series 2008. Il torneo si è giocato a Timișoara in Romania dal 28 luglio al 3 agosto 2008 su campi in terra rossa e aveva un montepremi di €30 000+H.

## Vincitori

### Singolare
Daniel Brands ha battuto in finale  Daniel Muñoz de la Nava con il punteggio di 6–4, 7–6

### Doppio
Daniel Muñoz de la Nava /  Rubén Ramírez Hidalgo hanno battuto in finale  Adrian Cruciat /  Florin Mergea con il punteggio di 3–6, 6–4, [11–9]